# Egen Sogn
Egen Sogn er et sogn i Sønderborg Provsti (Haderslev Stift).
Egen Sogn hørte til Als Nørre Herred i Sønderborg Amt. Egen sognekommune blev ved kommunalreformen i 1970 indlemmet i Nordborg Kommune, der ved strukturreformen i 2007 indgik i Sønderborg Kommune.
I Egen Sogn ligger Egen Kirke.
I sognet findes følgende autoriserede stednavne:
- Bostedhoved (areal)
- Dyndved (bebyggelse, ejerlav)
- Egen (bebyggelse, ejerlav)
- Egen Mølle (bebyggelse)
- Elstrup (bebyggelse, ejerlav)
- Elstrupskov (bebyggelse)
- Fruerhøj (areal)
- Guderup (bebyggelse, ejerlav)
- Holmskov (bebyggelse)
- Hønsehøj (bebyggelse)
- Katholm (areal)
- Ketting Nor (vandareal)
- Nyled (bebyggelse)
- Nørreskov (areal, ejerlav)
- Sjellerup (bebyggelse)
- Sjellerup Mark (bebyggelse)
- Sjellerupskov (bebyggelse)
- Stolbro (bebyggelse, ejerlav)
- Stolbro Løkke (bebyggelse)
- Stolbro Næs (areal, bebyggelse)
- Strælbjerg (bebyggelse)
- Trympellyng (bebyggelse)
- Østerholm (bebyggelse)

## Afstemningsresultat
Folkeafstemningen ved Genforeningen i 1920 gav i Egen Sogn 1.041 stemmer for Danmark, 58 for Tyskland. Af vælgerne var 73 tilrejst fra Danmark, 27 fra Tyskland.